# Gardabya Airport
Gardabya Airport är en flygplats i Libyen. Den ligger i den norra delen av landet, 400 km sydost om huvudstaden Tripoli. Gardabya Airport ligger 83 meter över havet.
Terrängen runt Gardabya Airport är platt. Runt Gardabya Airport är det mycket glesbefolkat, med 3 invånare per kvadratkilometer. Närmaste större samhälle är Sirt, 16,2 km norr om Gardabya Airport. Runt Gardabya Airport är det i huvudsak tätbebyggt.